# Valentine Hugo
Pour les articles homonymes, voir Famille Hugo et Hugo.
Valentine Hugo, née Valentine Marie Augustine Gross, à Boulogne-sur-Mer le 16 mars 1887 et morte à Paris le 16 mars 1968, est une artiste peintre et illustratrice française.

## Biographie
Son père, Auguste Gross, musicien qui avait opté pour la France après l'annexion de l'Alsace par l'Empire allemand, travaille comme professeur de piano.
De 1907 à 1910, Valentine Gross étudie aux Beaux-Arts de Paris et suit l'enseignement de Ferdinand Humbert. Ses études terminées, elle entre dans les cercles de Marcel Proust, André Gide, Paul Morand, Pablo Picasso, Jean Cocteau, Erik Satie, Maurice Ravel, Serge Diaghilev, Léon-Paul Fargue, Roger de La Fresnaye, qu'elle reçoit dans son appartement de la rue de Montpensier à Paris. En 1913, elle note et dessine, d'après Vaslav Nijinski, les costumes et la chorégraphie du Sacre du printemps.
Après la Grande Guerre, elle continue de fréquenter ses amis au sein du groupe des Six où elle fait la connaissance de Georges Auric.
Le 7 août 1919, elle épouse le peintre Jean Hugo, arrière-petit-fils de l'écrivain Victor Hugo, rencontré deux ans plus tôt. Ses témoins sont Erik Satie et Jean Cocteau et plusieurs personnalités sont présentes au cocktail : Georges Auric, Edith et Étienne de Beaumont, Lucien Daudet, Louis Durey, Marcel Herrand, Arthur Honegger, Jacques et Pierre de Lacretelle, Irène Lagut, Paul Morand, Raymond Radiguet. Le couple s'installe au 28 rue de Montpensier (au Palais-Royal) et y tiennent salon.
Elle collabore avec son mari en 1921 à la création des costumes des Mariés de la tour Eiffel de Jean Cocteau. Celui-ci lui présente Raymond Radiguet. Elle passe des vacances avec les deux écrivains en 1921 et 1923 au Grand Piquey, près d'Arcachon.
En 1924, elle réalise à nouveau les costumes d'une pièce de Jean Cocteau, Roméo et Juliette. Elle étudie alors la gravure.
Vers 1926, elle rencontre les surréalistes.
En mars 1928, le couple s'installe dans un appartement rue Vignon.
En décembre 1929, Valentine et Jean se séparent et le divorce est prononcé deux ans plus tard en juillet 1932. Elle a une liaison avec Paul Éluard, que Gala vient de quitter, puis, en 1930, avec André Breton qui la fascine malgré la relative froideur qu'il témoigne à une femme qualifiée de « copurchic ». Leur relation se termine en septembre 1932.
Elle peint le portrait de plusieurs surréalistes et illustre les œuvres de René Char, René Crevel, Paul Éluard, mais également Lautréamont et surtout la réédition des Contes bizarres d’Achim von Arnim, dont Breton écrit la préface.
Elle expose avec Max Ernst, Alberto Giacometti, Jean Arp, Pablo Picasso, Marcel Duchamp, Man Ray, mais elle connaît alors une période moralement difficile aggravée par les difficultés financières consécutives à la crise de 1929 et l'effondrement du marché de l'art. Elle participe au Salon des surindépendants, à Paris en 1933, et à l’exposition « Fantastic art, Dada, Surrealism » au Museum of Modern Art de New York en 1936. Affectée par le suicide de René Crevel, en 1935, et par les départs de Char, Tristan Tzara et Paul Éluard, Valentine Hugo quitte le groupe à son tour en 1937 et se détourne du surréalisme.
En 1942, elle retrouve Paul Éluard pour La Conquête du monde par l'image. Elle termine sa vie seule et dans la gêne dans son appartement de la rue de Sontay, près de la place Victor-Hugo à Paris, obligée de vendre livres et tableaux de valeur en 1963.
Elle meurt le 16 mars 1968, le jour de son 81e anniversaire et est enterrée au cimetière du Montparnasse avec sa mère dans le deuxième tombeau de la famille Hugo.

## Expositions
- 1977 : Centre culturel de Champagne, Troyes (Aube)Première rétrospective monographique jamais organisée en France.
- 2018 : « Valentine Hugo, le carnaval des ombres », bibliothèque des Annonciades, Boulogne-sur-Mer, du 17 mars au 9 juin 2018 — Nadine Ribault, co-commissaire de l'exposition et directrice d'ouvrage du catalogue

## Œuvres

### Tableaux
- Tamara Karsavina et Adolf Bolm dans "Thamar", vers 1912, huile sur toile, 52 x 43,5 cm, Paris, Bibliothèque Nationale de France - musée de l'Opéra[10]
- Vaslav Nijinski dans "Le Spectre de la rose", vers 1912, huile sur toile, 58 x 49 cm, Paris, Bibliothèque Nationale de France - musée de l'Opéra[10]

- (en) « Jeux, Scene design, 1912. Pastel. George Chaffée Collection », sur library.harvard.edu.
- Rêve du 21 décembre, 1929, mine de plomb sur papier, 47 x 29.5 cm, collection Mony Vibescu[11]
- La barque de l’amour s’est brisée contre la vie courante, 1930[réf. nécessaire]
- Objet surréaliste à fonctionnement symbolique, boîte-objet, 1931[12]
- Une femme admirable apparaîtra sur un zèbre, 1932, huile sur toile, collection particulière[13]
- Portrait de Paul Eluard, 1932, Montpellier, musée Fabre[14]
- La vérité tomberait du ciel sous la forme d'un harfang, 1932, huile sur toile, Saint-Denis, musée d'Art et d'Histoire Paul Eluard[15],[16]
- Portrait d’André Breton, 1933, huile sur toile[17]
- Portrait d'Arthur Rimbaud, décembre 1933, collection particulière[18]
- Rêve du 17 janvier 1934, 1934[19]
- Les Surréalistes, 1935, huile sur toile, portraits d’André Breton, René Crevel, René Char, Paul Éluard et Tristan Tzara, collection particulière (120 × 100 cm)[20]
- Poule, 1937, gravure sur papier, collection Dominique Rabourdin (31,5 × 22 cm)[21]
- Paul Morand dessin du portrait de l'écrivain, non daté.[réf. nécessaire]
- Le Toucan, 27 janvier 1937, 24 x 18.5 cm, huile ou acrylique sur panneau de bois avec inclusion métallique, collection Mony Vibescu[22]

### Illustration de livres
- Francis Jammes, Pomme d'Anis, Emile-Paul Frères, 1923
- André Breton, Nadja, 1928
- Comte de Lautréamont, Les Chants de Maldoror, 1933
- Achim von Arnim, Contes bizarres, 1933
- René Laporte, Alphabet de l'amour, éditions GLM, 1935
- René Char, Placard pour un chemin des écoliers, éditions GLM, 1937
- Paul Éluard, Les Animaux et leurs hommes, 1937
- Arthur Rimbaud, Les Poètes de sept ans, éditions GLM, 1939
- Friedrich de la Motte-Fouqué (traduction Jean Thorel), Ondine, José Corti, 1943
- Paul Éluard, Médieuse, Gallimard, 1944
- Madeleine Legrand, À Fresnes, témoignage précédé d'un poème de Paul Eluard, éditions Stock, 1944
- Louis Parrot, Paille noire des étables, éditions Robert Laffont, 1945
- Guy Lévis Mano, La Nuit du prisonnier, éditions GLM, 1945
- Roger Peyrefitte, Les Amitiés particulières, éditions Jean Vigneau, 1946
- Marquis de Sade, Eugénie de Franval, éditions Georges Artigues, 1948
- Jacques de Lacretelle, Deux cœurs simples, éditions Gérard Cramer, 1947
- Tristan L'Hermite, Le Promenoir des deux amans, éditions GLM, 1949
- Theo Léger, Les Puissances du chagrin, L'Arche, 1949
- Jacques de Lacretelle, Silbermann, éditions André Sauret, 1950 (série du Grand prix des Meilleurs romans du demi-siècle)
- Paul Éluard, Le Phénix, éditions GLM, 1951
- Laurice Schehadé, Le temps est un voleur d'images, éditions GLM, 1952
- Maurice Maeterlinck, Serres chaudes, librairie Les Lettres, 1955
- 12 commandements pour tous les temps et pour personne, éditions GLM, 1955
- Raymond Radiguet, Le Diable au corps, André Sauret, 1958